# مبنى إمباير ستيت

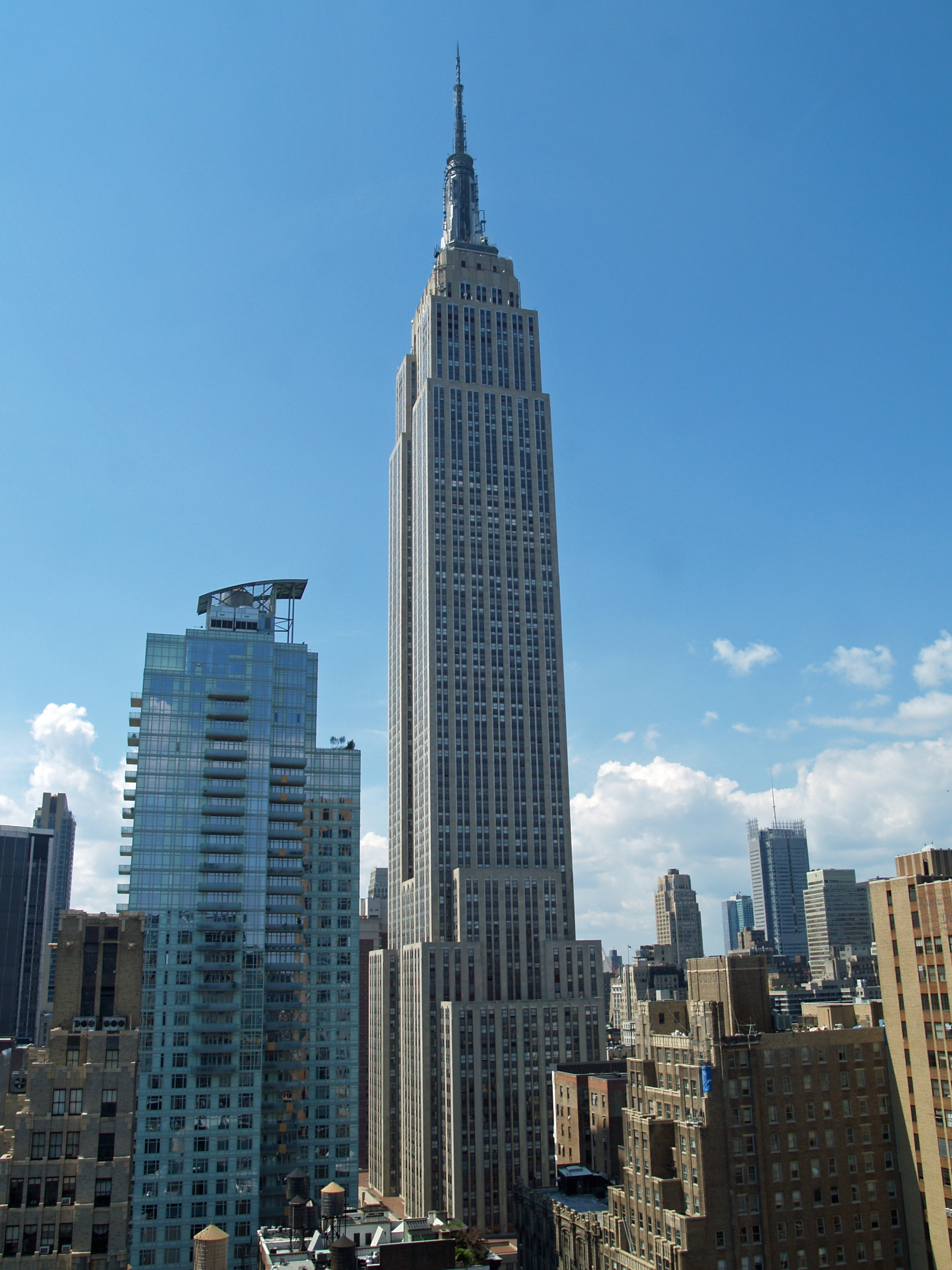
مبنى إمباير ستيت.

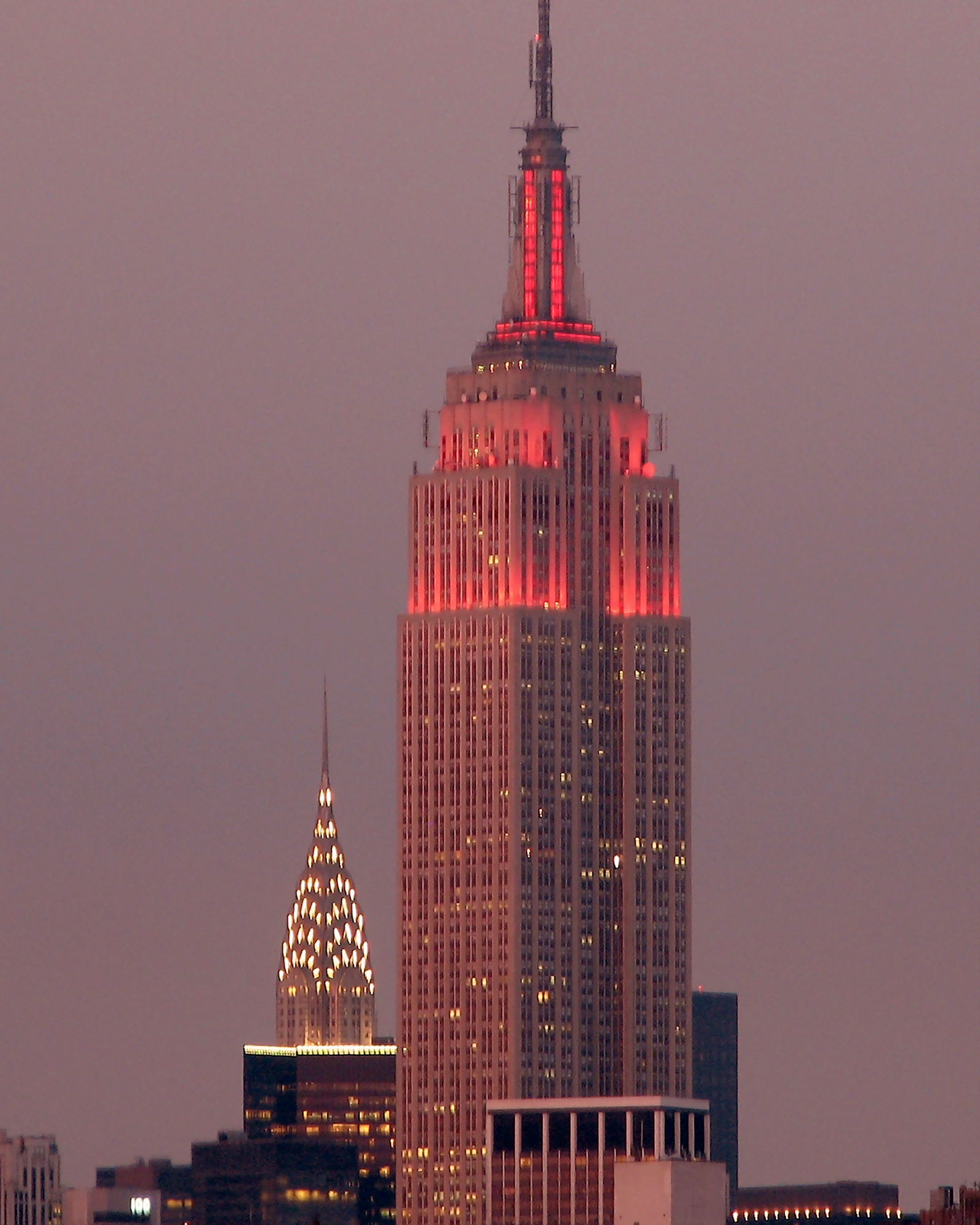
مبنى إمباير ستيت وقت الغروب.

مبنى إمباير ستيت (بالإنجليزية: Empire State Building) ناطحة سحاب في مدينة نيويورك بالولايات المتحدة الأمريكية، مكون من 102 طابق وفيه 72 مصعد ويصل ارتفاعه إلى 1250 قدم (381 متراً) وإلى 441 متراً مع الهوائي التلفاز.
ظل المبنى أعلى مبنى في العالم لمدة تتجاوز الأربعين سنة وهو يمثل ظاهرة ثقافية للأمريكين عامة وسكان نيويورك خاصة وهذا يعود إلى شهرته الواسعة إضافة إلى ظهوره في العديد من الأفلام السينيمائية مثل يوم الاستقلال (فيلم) وكينغ كونغ والرجل الذي رأى الغد/ ولص البرق.
يعتبر المبنى أطول ناطحة سحاب في مدينة نيويورك منذ سقوط ناطحتي مركز التجارة العالمي في 11 سبتمبر 2001م، ويزوره سنويا 3.8 مليون شخص. وفي اليوم المشمس يستطيع الشخص من طابق 102ان يرى مسافه 80 ميل. ويوجد في المبنى حوالي 1000 مكتب عمل وأكثر من 21000 موظف عاملين هناك. وكما بلغت حوادث الانتحار بالقفز من هذا المبنى حوالي 31 حالة منذ افتتاحه عام 1931م.

## التاريخ
موقع مبنى إمباير ستيت صمم أول الأمر في مزرعة جون طومسون في أواخر القرن الثامن عشر . وفي هذا الوقت، جرى تيار عبر الموقع، وكان يصب في بركة السمك التي تقع على مسافة قصيرة. في بداية القرن 19 في وقت متأخر أحتلت الكتلة من قبل فندق والدورف استوريا التي يتردد عليها وارد مكاليستر # أربعمائة النخبة الاجتماعية في نيويورك .

### التصميم والبناء
وقد صمم مبنى امباير ستيت من قبل وليام ف لامب من شركة الهندسة المعمارية شريف لامب وهارمون ، والتي أنجزت رسومات البناء في اسبوعين فقط، مستخدمة الرسوم السابقة مبنى رينولدز في ونستون سالم نورث كارولينا، و برج كارو في سينسيناتي ، أوهايو (من تصميم شركة الهندسة المعمارية W.W. Ahlschlager وشركاه) كأساس.[بحاجة لمصدر] كل عام الموظفين من مبنى امباير ستيت يرسلون بطاقة عيد الأب للموظفين في مبنى رينولدز في ونستون سالم لتكريم دورها بوصفهم الأصل في تصميم مبنى امباير ستيت. وقد صمم المبنى من أعلى إلى أسفل. كانت المقاولين Starrett الأخوة وEken، وكان يمول هذا المشروع في المقام الأول من قبل جون جيه Raskob وس. بيير دو بونت. وترأس شركة البناء التي كتبها ألفريد سميث , حاكم ولاية نيويورك السابق و جيمس فارلي زودت العرض بناة المؤسسة العامة لمواد البناء. جون.دبليو.باوزر كان مدير مشروع البناء.

## معرض الصور

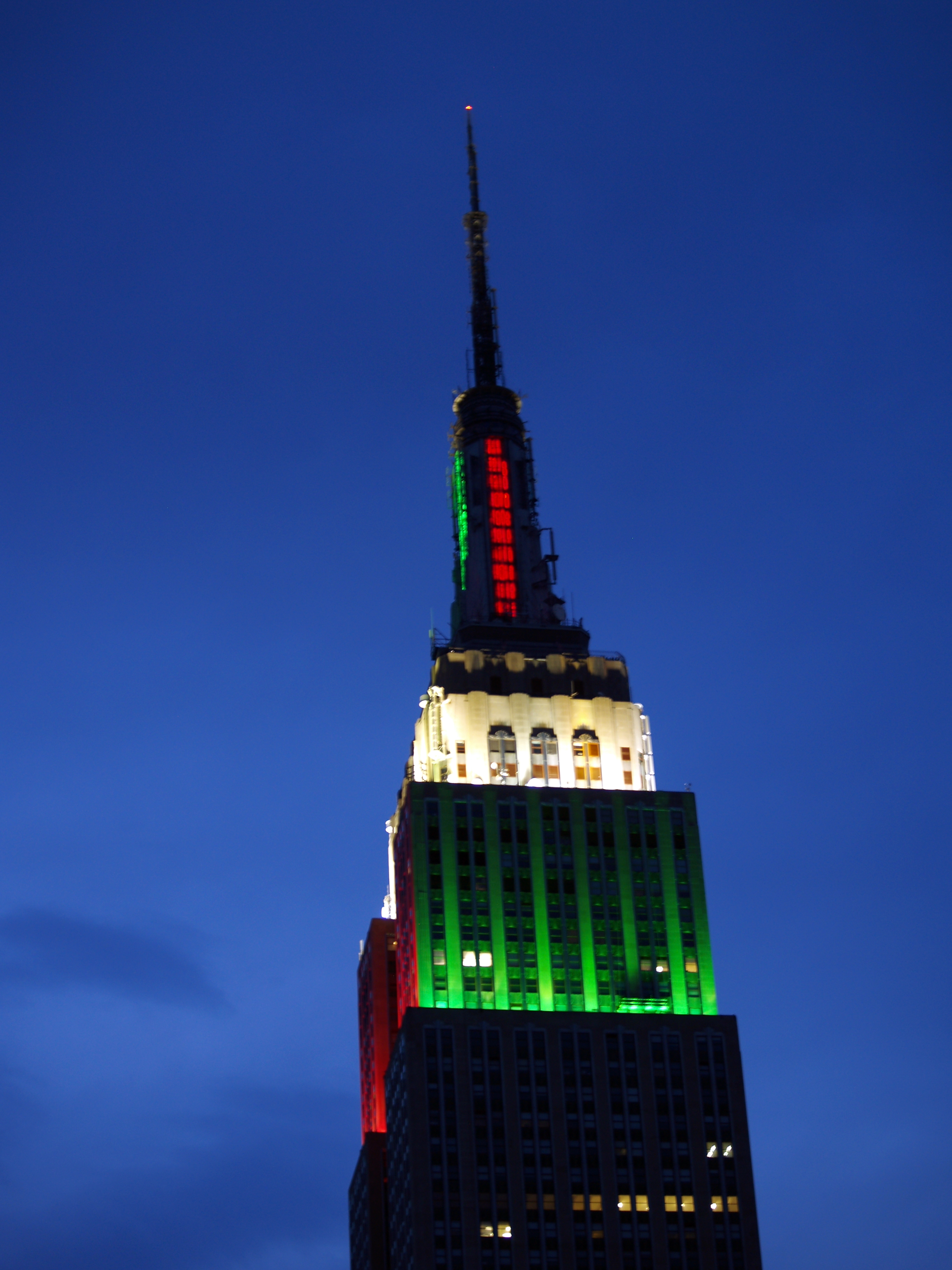
الجزء العلوي من مبنى إمباير ستيت
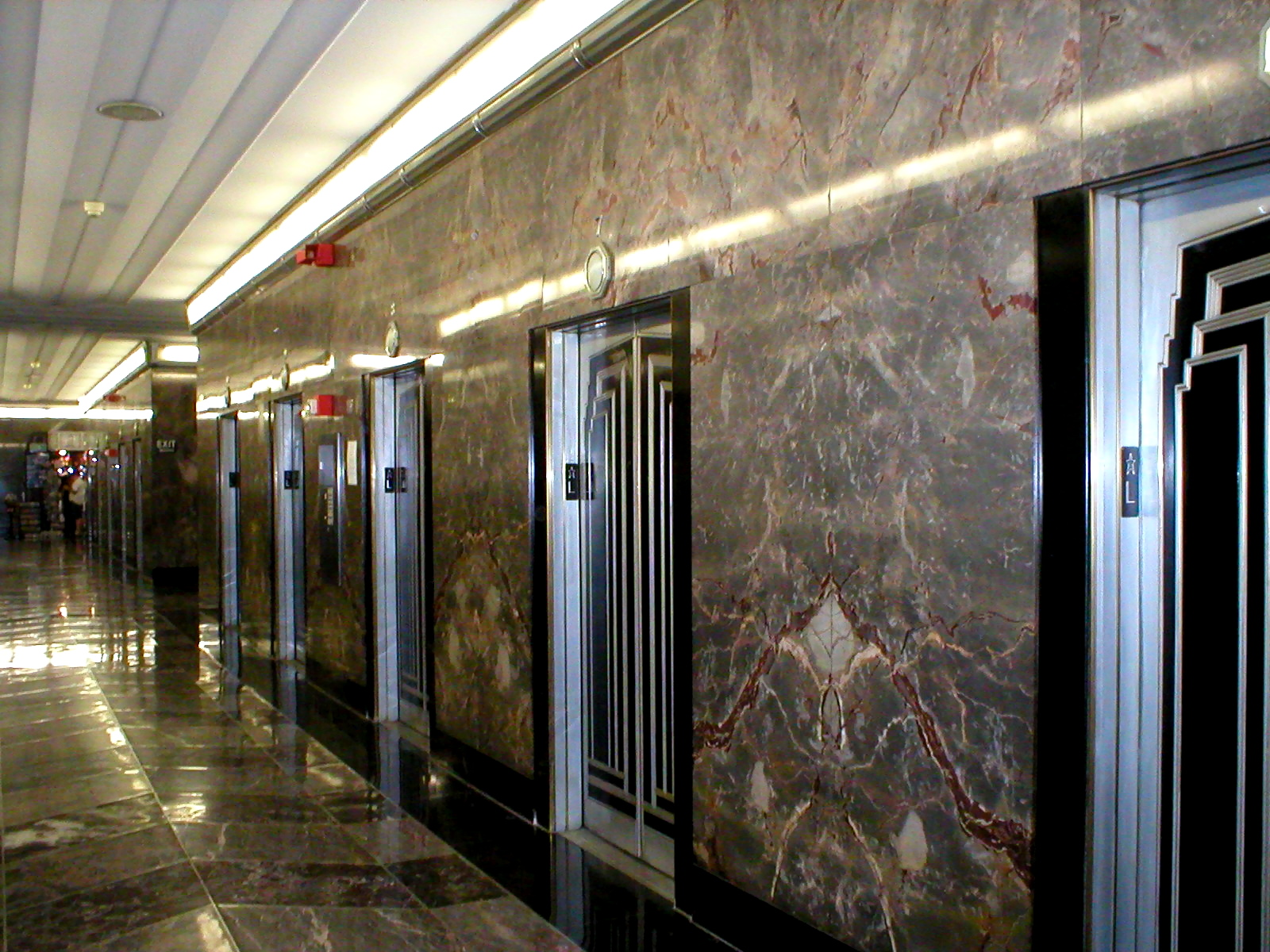
جمال الديكور في ردهة المصاعد

## وصلات خارجية
- Empire State Building, official Web site
- Commercial Construction.com
- Lighting Schedule
- Photos of Empire State Building[وصلة مكسورة]
- Views from an office in Empire State Building
- Empire State Building Trivia
- The Construction of the Empire State Building, 1930-1931 نسخة محفوظة 9 أكتوبر 2014 على موقع واي باك مشين., مكتبة نيويورك العامة
- 3D model of the building for use in Google Earth
- Panoramic virtual tour of the Empire State Building at night
- VIVA2, The Skyscraper Museum's online archive of over 500 construction photographs of the Empire State Building.
- Pictures of Empire State Building and its observatory deck
- Photosynth view from the Empire State Building (requires Photosynth)